# Yugra Cup 2009 - Doppio
Il doppio  dello  Yugra Cup 2009 è stato un torneo di tennis facente parte dell'ATP Challenger Tour 2009.
I fratelli spagnoli Marcel e Gerard Granollers Pujol hanno battuto in finale Evgenij Kirillov e Andrej Kuznecov con il punteggio di 6–3, 6–2.

## Teste di serie
1. Marcel Granollers /  Gerard Granollers Pujol (campioni)
2. Aleksandr Kudrjavcev /  Denis Matsukevich (quarti di finale)

1. Frank Moser /  Sebastian Rieschick (quarti di finale)
2. Artem Sitak /  Dmitrij Sitak (semifinali)

## Tabellone

### Legenda
| - Q = Qualificato - WC = Wild card - LL = Lucky loser | - ALT = Alternate - SE = Special Exempt - PR = Protected Ranking | - w/o = Walkover - r = Ritirato - d = Squalificato |

### Finali
|  | Semifinali | Semifinali                      | Semifinali                      | Semifinali | Semifinali |  |  | Finale | Finale                          | Finale                          | Finale | Finale |  |
|  |            |                                 |                                 |            |            |  |  |        |                                 |                                 |        |        |  |
|  | 1          | M Granollers G Granollers Pujol | M Granollers G Granollers Pujol | 6          | 6          |  |  |        |                                 |                                 |        |        |  |
|  | 4          | A Sitak D Sitak                 | A Sitak D Sitak                 | 3          | 3          |  |  | 1      | M Granollers G Granollers Pujol | M Granollers G Granollers Pujol | 6      | 6      |  |
|  |            | E Kirillov A Kuznecov           | 7                               | 65         | [10]       |  |  |        | E Kirillov A Kuznecov           | E Kirillov A Kuznecov           | 3      | 2      |  |
|  | Q          | D Lustig J Mertl                | 64                              | 7          | [8]        |  |  |        |                                 |                                 |        |        |  |